# Pantenus
Szent Pantenus (Szicília?, 2. sz. közepe - 194 u.) tudós, misszionárius.

## Életpályája
Megtérése előtt sztoikus filozófiát tanult, majd 180 k. Alexandriában a keresztény főiskolán tanított. A hagyomány szerint misszionáriusként eljutott Indiába - valószínűleg azonban csak Dél-Arábiába. Tanítványa volt Alexandriai Szent Kelemen. Életéről Caesareai Euszébiosz művei közölnek adatokat.
Ünnepe július 7., a kopt egyházban június 22.